# Svatá Klára (film)
Svatá Klára (hebrejsky: קלרה הקדושה‎, Klara ha-kedoša, anglicky: Saint Clara) je izraelský hraný film z roku 1996, režírovaný Ari Folmanem a Ori Sivanem. Je založený na románu Nápady svaté Kláry, který v roce 1982 napsal český spisovatel Pavel Kohout. Film získal šest Ofirových cen (za nejlepší film, režii, herečku v hlavní roli, herečku ve vedlejší roli, střih a hudbu) a cenu za Nejlepší film na Mezinárodním filmovém festivalu v Haifě. V roce 1996 získal Zvláštní cenu poroty na 31. ročníku Mezinárodního filmového festivalu v Karlových Varech (KVIFF).

## Děj
Film se odehrává v roce 1999 v malém izraelském městě, kde žije dívka Klára (Lucy Dubinchik). Ta u sebe objeví paranormální schopnosti, které ji umožňují předpovídat budoucnost. Tento objev způsobí zmatek, když Klára předpoví obrovské zemětřesení a obyvatelé města se snaží uprchnout. Klára se musí rozhodnout mezi svými schopnostmi a skutečnou láskou.

## Obsazení
| herec           | role            | popis                                                         |
| --------------- | --------------- | ------------------------------------------------------------- |
| Lucy Dubinchik  | Klára Chanovová | cizí děvče, které před nedávnem imigrovalo z Ruska do Izraele |
| Halil Elohev    | Eddie Tikel     | chlapec, do kterého se Klára zamiluje                         |
| Jig'al Na'or    | ředitel Tisona  | excentrický ředitel, který je Klárou fascinován               |
| Johnny Peterson | Rosy            | Eddieho nejlepší kamarád, který je do Kláry zamilovaný        |
| Maya Maron      | Libby           | divoké děvče, kamarádka Eddieho a Rosy                        |